# Reinhard Weinstabl

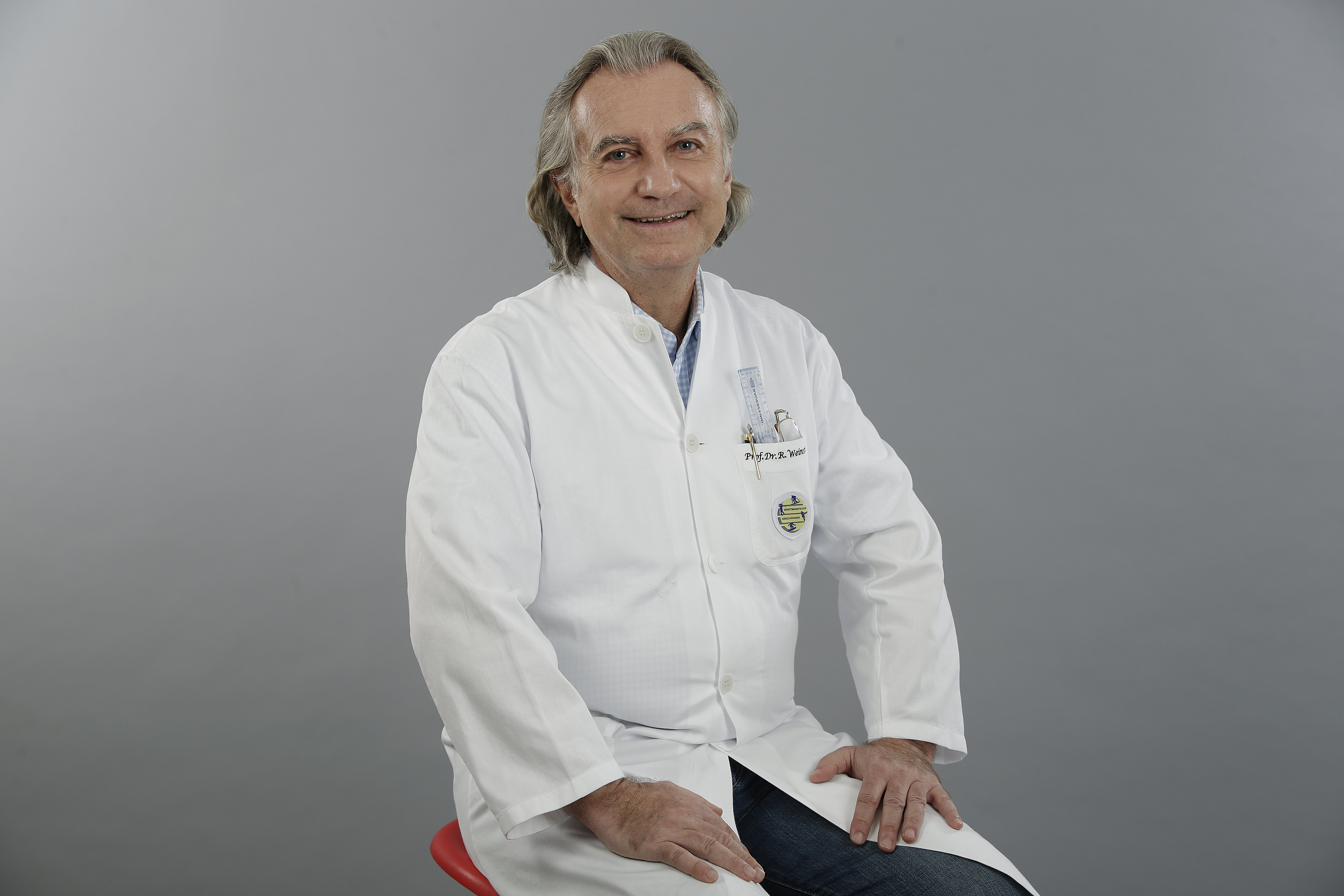
Reinhard Weinstabl

Reinhard Weinstabl (* 5. April 1958 in Waidhofen/Ybbs) ist ein österreichischer Unfallchirurg und Sporttraumatologe mit den Spezialgebieten Sportverletzungen und minimal-invasive Chirurgie. Er erlangte öffentliche Bekanntheit durch die Behandlung prominenter Patienten aus Sport, Wirtschaft und Politik.

## Werdegang
Im Anschluss an das Studium der Medizin an der Universität Wien (1977–1983) mit Promotion 1983 unterrichtete Reinhard Weinstabl als Vertragsassistent am Anatomischen Institut der Universität Wien bei Wilhelm Firbas. Im Jahr 1984 folgte eine sechsmonatige Tätigkeit als Turnusarzt im Unfallkrankenhaus Wien Lorenz Böhler.
In den Jahren 1984 bis 1990 absolvierte er die Ausbildung zum Facharzt für Unfallchirurgie an der I. Universitätsklinik für Unfallchirurgie in Wien.
Im Jahre 1993 habilitierte Reinhard Weinstabl sich zum Universitätsdozenten für Unfallchirurgie mit dem Thema Spannungsverhältnisse der Schultergelenkskapsel bei dreidimensionaler Bewegung im Glenohumeralgelenk. Im Jahr darauf erlangte er das Additivfach Sporttraumatologie.
Seit 1993 unterhält Weinstabl eine Privatpraxis für Unfallchirurgie und Sporttraumatologie. Im Jahre 2010 erweiterte Weinstabl seine Praxis um das Kompetenzzentrum für Gelenkchirurgie, wo er zusammen mit Richard Maier, Paul Stampfl und Magdalena Materzok-Weinstabl tätig ist.
Die Operation der deutschen Tennisspielerin Steffi Graf im Jahr 1997 erlangte mediale Aufmerksamkeit. Weinstabl ist Vertrauensarzt einiger Teilnehmer der ORF-Fernsehshow „Dancing Stars“.
Im Jahr 2008 wurde ihm der Berufstitel „Ao. Universitätsprofessor“ und im Jahr 2015 das Ehrenkreuz für Wissenschaft und Kunst ersten Ranges verliehen, jeweils vom Bundespräsidenten der Republik Österreich Heinz Fischer.

## Spezialgebiete
Zu seinen Spezialgebieten gehört die Behandlung von Sportverletzungen und Verletzungen des Bewegungsapparates. Er betreibt Zentren für Kernspinresonanztherapie (MBST), Repuls Tiefenstrahlbehandlung und für physikalische Therapie.

## Auslandsaufenthalte
- 1989: Stipendium für Plastische Chirurgie an der Universität Rio de Janeiro, Brasilien bei Ivo Pitanguy
- 1989: Stipendium für Orthopädie an der University Washington in Seattle bei Sigvard Hanson
- 1989: Stipendium für Orthopädie an der Universität Toronto / Sunnybrook Hospital, Kanada bei Joseph Schatzker
- 1989–1990: Stipendium für Orthopädische Chirurgie an der Mayo Clinic Rochester Minnesota, US bei Robert H. Cofield

## Wissenschaftliche Leistungen
Reinhard Weinstabl hat über 250 wissenschaftliche Publikationen und Fachartikel zu den Themen Unfallchirurgie, Sporttraumatologie und traumatologische Radiologie veröffentlicht. Unter anderem publizierte er im New England Journal of Medicine, World Journal of Surgery, Journal of Bone & Joint Surgery und Clinical Orthopaedics and Related Research.

## Sportmedizinische Funktionen
Seit 1998 ist Reinhard Weinstabl Turnierarzt des Tennisturniers Erste Bank Open. Darüber hinaus ist er Verbandsarzt des Österreichischen Tennisverbandes (ÖTV) und des Wiener Tennisverbandes (WTV). Einige Jahre fungierte Weinstabl als Teamarzt der österreichischen Volleyballmannschaft Vienna HotVolleys. Er ist Vertrauensarzt der Thomas Haasmann Judoakademie (Galaxy Judotigers).

## Ämter und Mitgliedschaften
Weinstabl ist Mitglied der Österreichischen Gesellschaft für Unfallchirurgie, der Anatomischen Gesellschaft, der Wiener Gesellschaft der Ärzte, der Österreichischen Gesellschaft für Notfallmedizin, der Österreichischen Gesellschaft für Sportmedizin, der International Society of Surgeons, der Gesellschaft für Orthopädisch-Traumatologische Sportmedizin (GOTS) und der Society of Sports Medicine and Science in Tennis.
Weiters ist Weinstabl Associate member of the ISSEC, Founding and Ordinary member der International Association of Trauma and Surgical Intensive Care (IATSIC) sowie Mitglied der Gesellschaft für Arthroskopie und Gelenkchirurgie (AGA).